# Мунк, Якоб
Я́коб Э́двардссон Му́нк (норв. Jacob Edvardsson Munch; 9 августа 1776, Христиания (ныне Осло), Норвегия — 10 июня 1839, там же) — норвежский военный офицер и художник-неоклассицист, ученик французского живописца Жака-Луи Давида. Двоюродный брат Йохана Сторма Мунка.

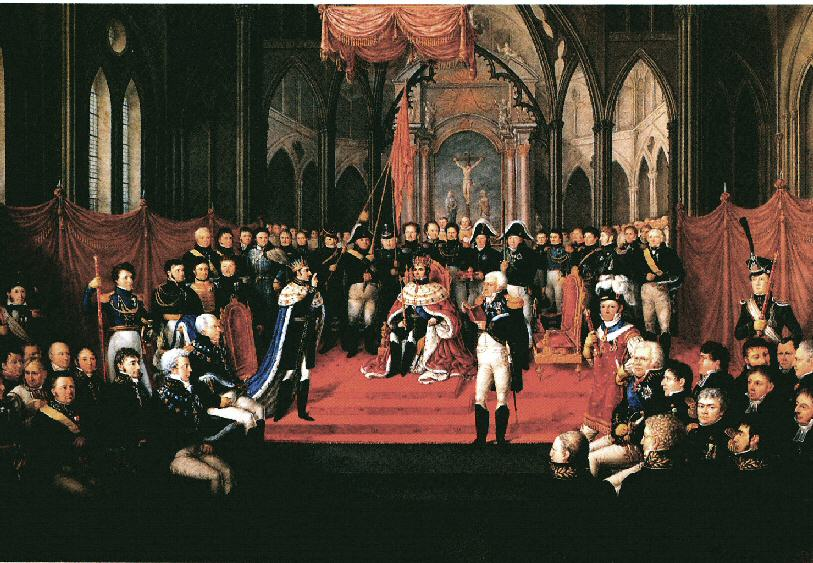
Коронация Карла XIV Юхана королём Норвегии в Нидаросском соборе

## Биография
Якоб Мунк родился в Христиании, Норвегия. Он учился живописи в Академии изящных искусств в Копенгагене (1804—1806), а затем в Париже. Среди его наставников был французский художник-неоклассик Жак Луи Давид. Получив образование, Мунк работал в Италии и Германии.
Мунк написал серию портретов известных людей своего времени. В 1813 году он получил приглашение вернуться на родину от будущего датского короля Кристиана Фредерика. К наиболее значимым выполненным им заказам относится картина, изображающая коронацию Карла XIV Юхана, прошедшую в 1818 году в Нидаросском соборе.
В 1818 году Якоб Мунк вошёл в число основателей Норвежской национальной академии ремесёл и художественных промыслов в Христиании, в которой он также потом преподавал.

## Галерея

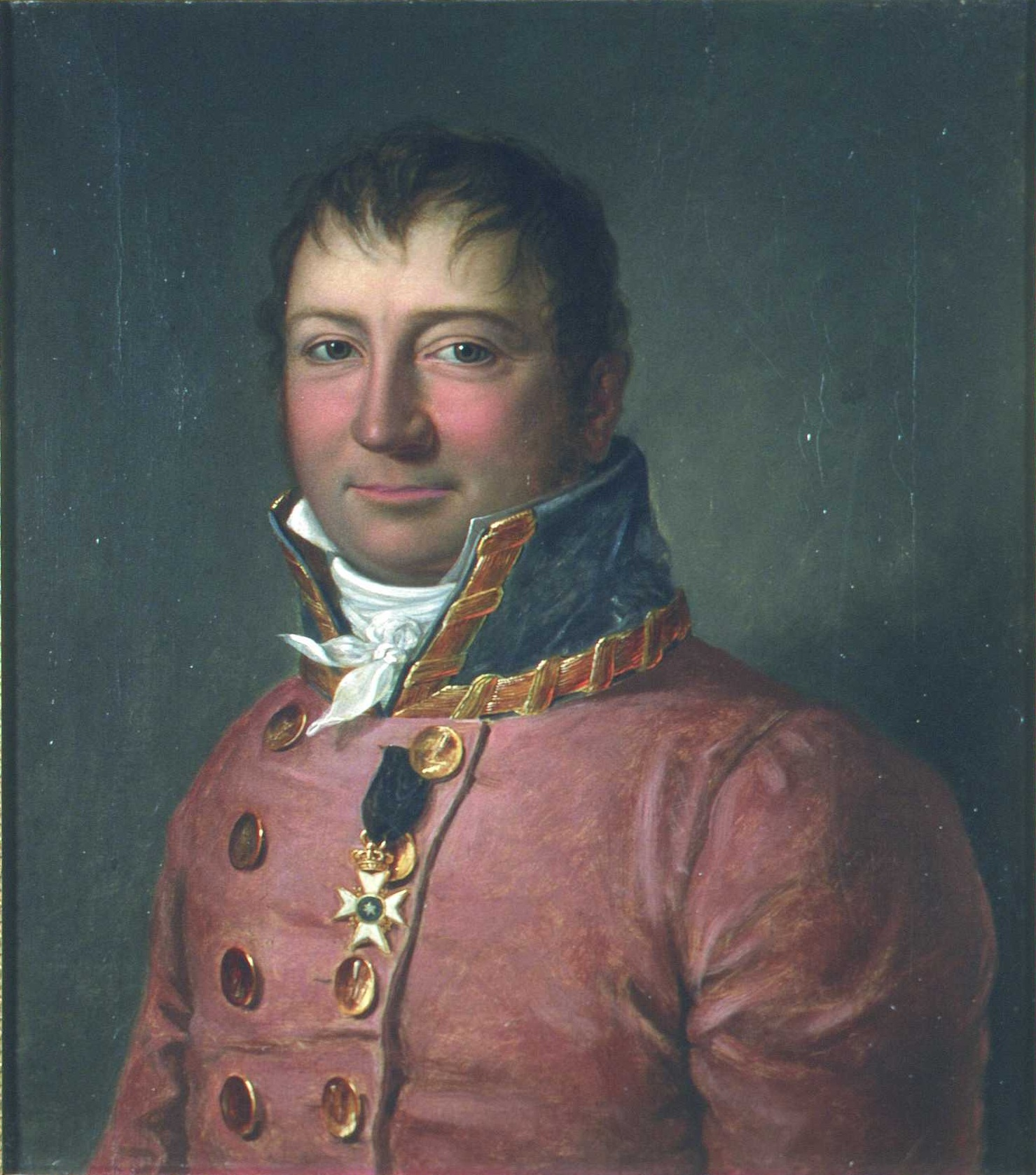
Портрет судьи Вильгельма Кристи, написанный Якобом Мунком
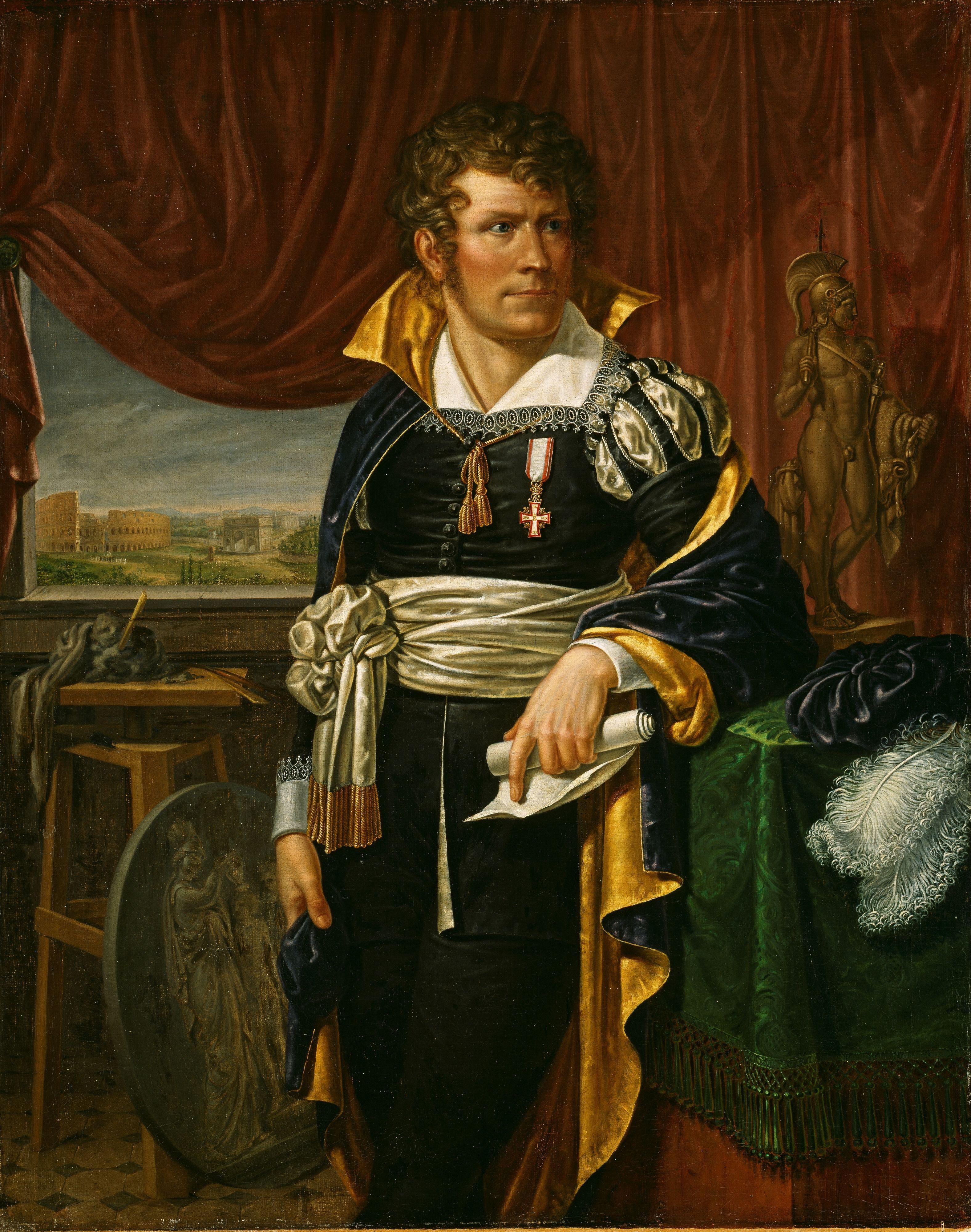
Портрет скульптора Бертеля Торвальдсена
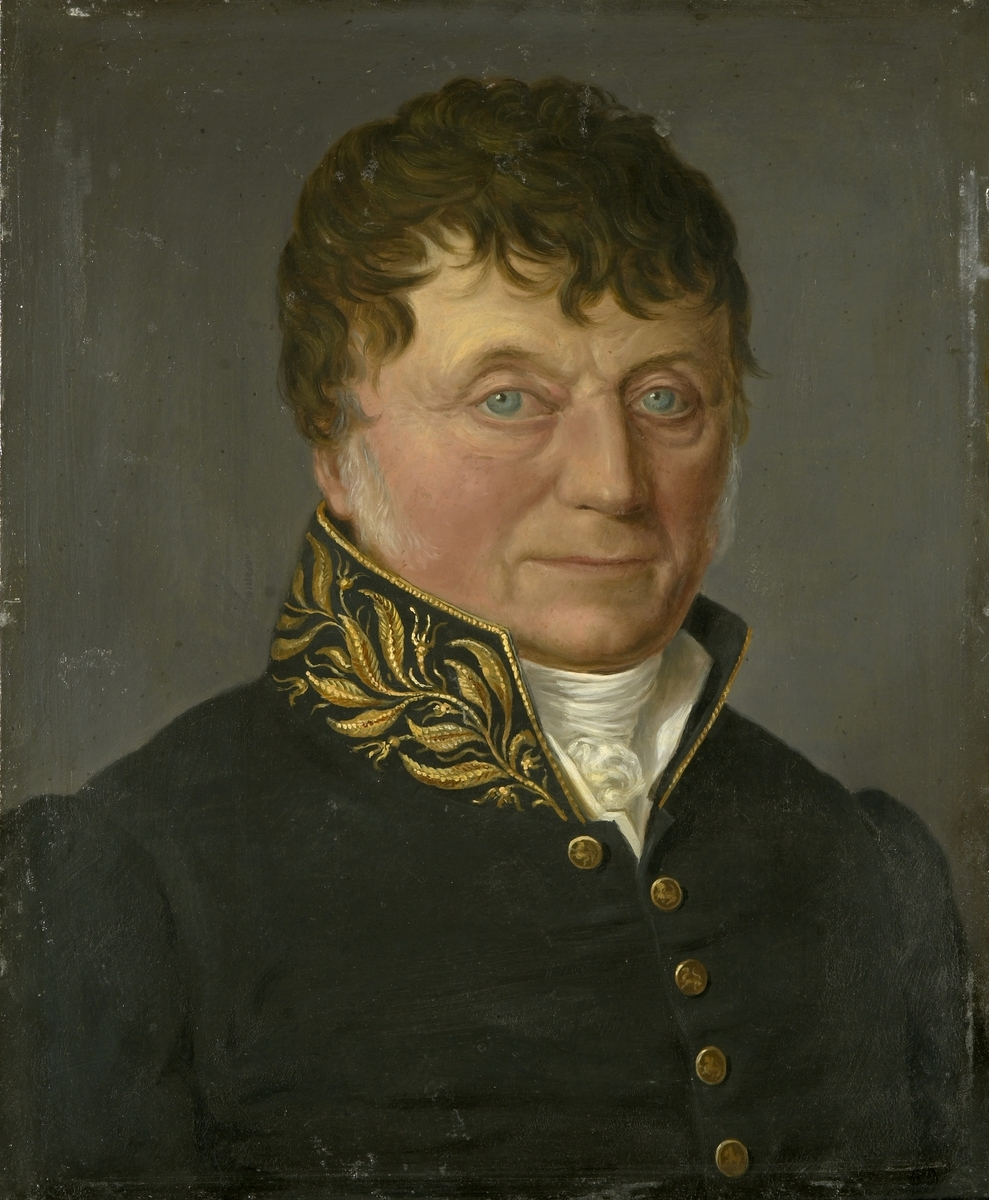
Портрет Андреаса Огара Киёнига[англ.]
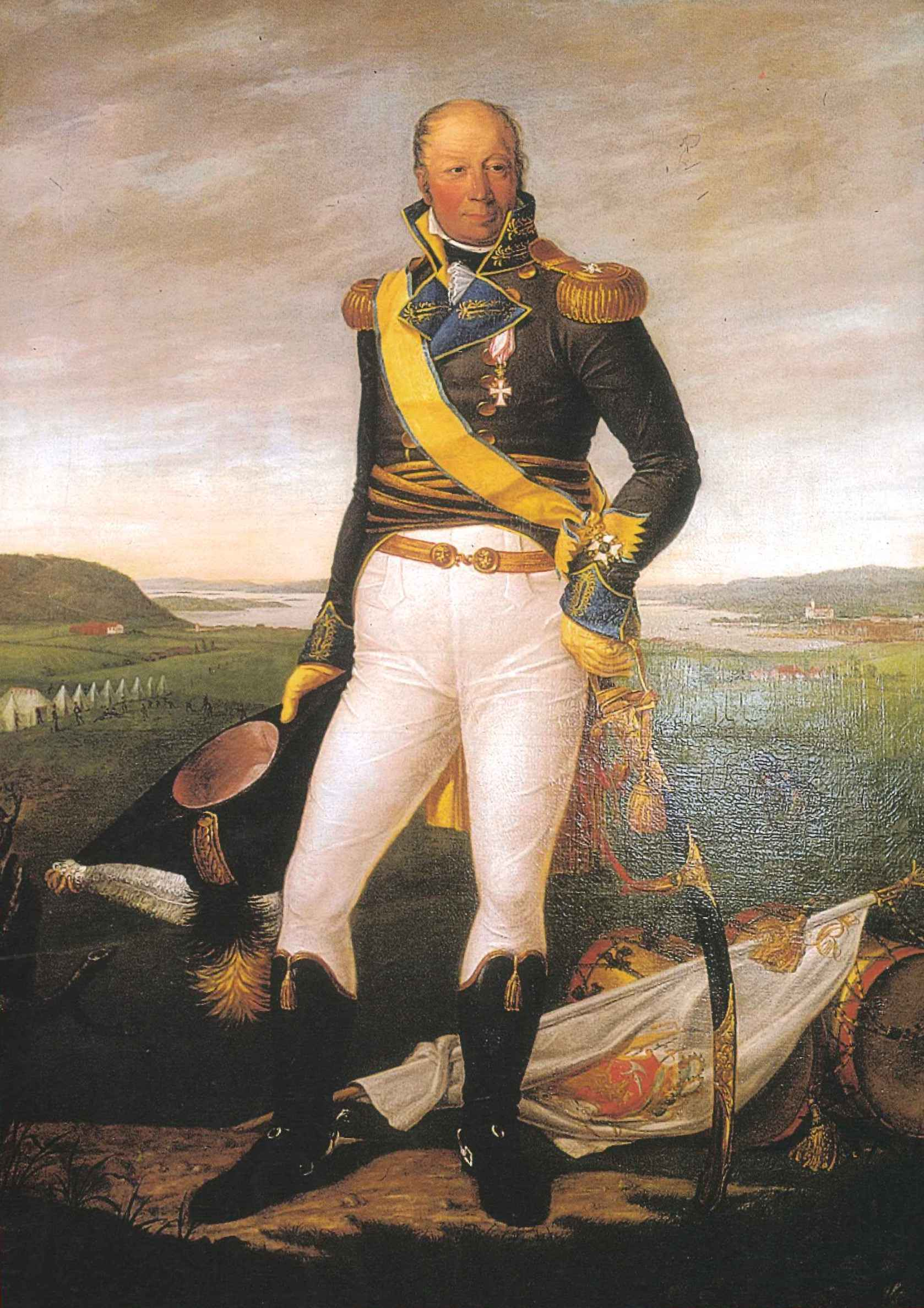
Портрет Дидерика Хегерманна

## Семья
Якоб был сыном инспектора Эдварда Мунка (1738—1793) и Петронеллы Хелены Крефтинг (1746—1810). Он женился на Эмерентсе Карлсен Барклай (1786—1869), родителями которой были Кристен Карлсен Барклай и Северин Готтфрида Бёме. У Якоба и Эмерентсе было четыре дочери: София Эдварда, Эмма Вильгельмина, Николина и Мария Фредрикка.
Среди его родственников были военный медик Кристиан Мунк (1817—1889) и историк Петер Андреас Мунк (1810—1863), а также известный художник Эдвард Мунк (1863—1944).